# Ofer Lellouche
Ofer Lellouche (Tunis, 1947) is een Israëlische schilder, graficus, beeldhouwer en videokunstenaar.

## Leven en werk
Lellouche werd in 1947 geboren in Tunesië. Hij studeerde van 1963 tot 1966 wis- en natuurkunde in Parijs, maar brak de studie af, twee maanden voor zijn afstuderen, en vertrok naar de kibboets Yehiam in Israël. Na zijn militaire dienst studeerde hij van 1969 tot 1971 schilderkunst aan het Avni Institute of Art and Design en Franse literatuur aan de Universiteit van Tel Aviv, beide in Tel Aviv. Aansluitend werkte hij in het atelier van de beeldhouwer César Baldaccini in Parijs, terwijl hij tegelijkertijd zijn studie literatuur afmaakte.
Aanvankelijk maakte hij videokunst en zelfportretten, later ook landschappen. In 1987 werd zijn werk Figure in a Landscape tentoongesteld tijdens de Biënnale van São Paulo in de Braziliaanse stad São Paulo. Vanaf de negentiger jaren legt hij zich voornamelijk toe op grafische- en beeldhouwwerken.
De kunstenaar woont en werkt afwisselend in Tel Aviv en Parijs.

## Enkele beeldhouwwerken
- Hanukkiya (1988)[1], campus van de Universiteit van Tel Aviv
- The Atelier (2001), The Lola Beer Ebner Sculpture Garden van het Tel Aviv Museum of Art in Tel Aviv
- Two (2006), Billy Rose Art Garden van het Israel Museum in Jeruzalem
- A Head for Meina (2008/09), Meina (Italië) - monument voor de 54 vermoorde Joden in Meina (1943), in Italië verfilmd in 2007 Hotel Meina

## Fotogalerij

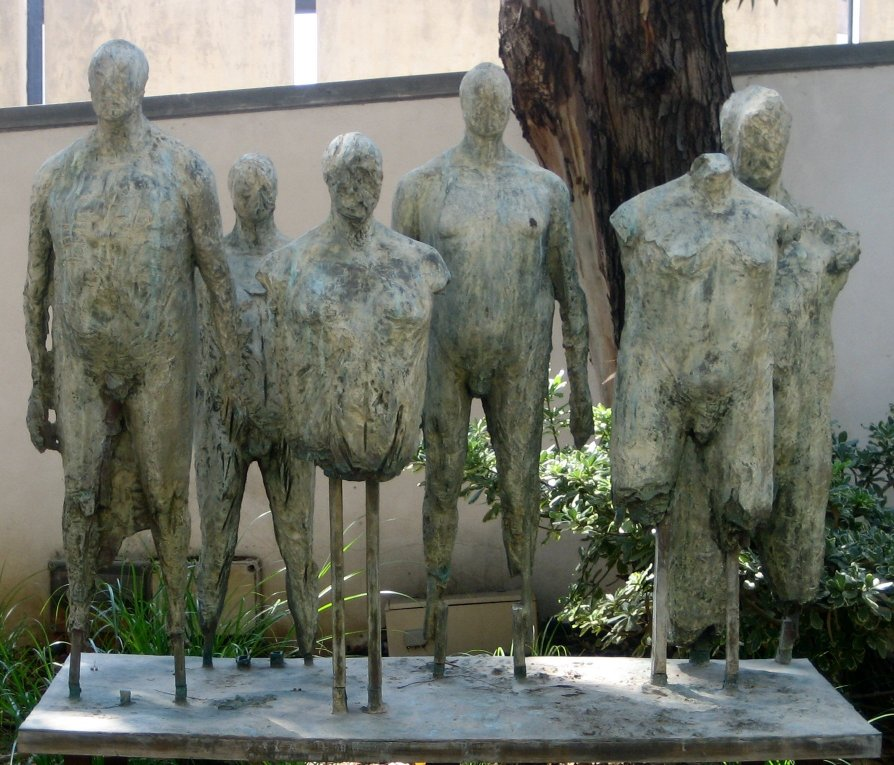
The Atelier (2001)
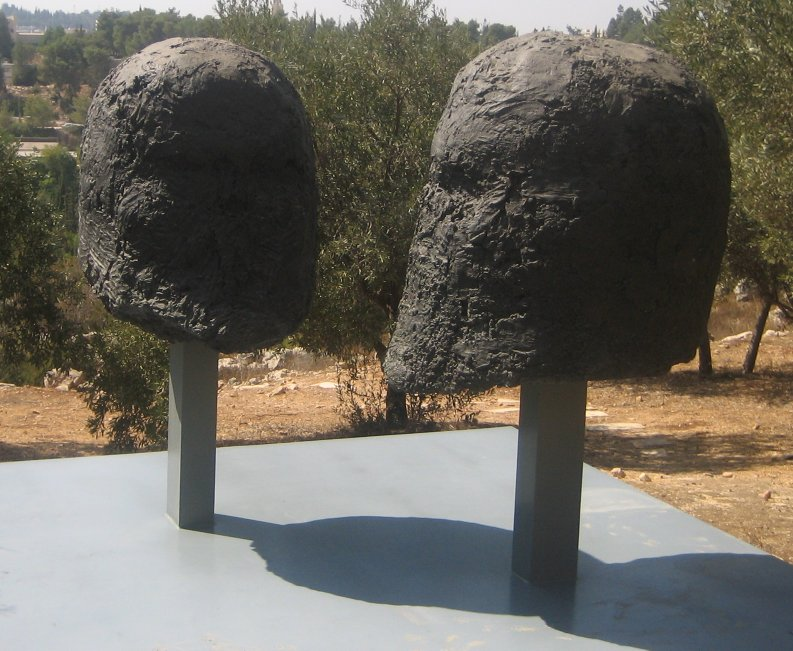
Two (2006)